# 아카사카역 (도쿄도)
아카사카역(일본어: 赤坂駅)은 일본 도쿄도 미나토구 아카사카에 있는 철도역이다. 이 역은 TBS 방송센터가 근처에 있어서 도착시에는 역명과 함께 "TBS앞"이라고 방송된다.

## 역 구조
섬식 승강장 1면 2선의 지하역.

### 승강장
| 1 | ○ 지요다 선 | 오모테산도역・요요기우에하라・이세하라 방면 |
| 2 | ○ 지요다 선 | 오테마치・기타센주・아야세・도리데 방면     |

## 역 주변
- TBS 방송센터
  - TBS
  - 도쿄 방송 홀딩스
  - TBS 라디오 & 커뮤니케이션즈
  - BS-TBS
  - 아카사카 사카스
    - 아카사카 BLITZ
    - 아카사카 ACT 시어터
- 아카사카 비즈 타워
  - EMI 뮤직 재팬 본사
  - 마이니치 방송 도쿄 지사
- 국제자동차 아카사카 빌딩
- 아카사카 트윈 타워
- 중의원 신아카사카 의원청사
- 산요식품 본사
- 아카사카도리
- 아카사카 파크빌
- 아카사카도리 우체국
- 아카사카나나 우체국
- 아크 힐스
- 더 캐피탈 도큐 호텔
- 아카사카 엑셀 도큐 호텔・아카사카 도큐 플라자
- 히카와 신사
- 히에 신사
- 도쿄 지하철 긴자 선・마루노우치 선 아카사카미쓰케 역
- 도쿄 지하철 긴자 선・난보쿠 선 다메이케산노 역

## 역사
- 1972년 10월 20일: 영업 개시.

## 인접역
| 도쿄 메트로 9호선                 | 도쿄 메트로 9호선 | 도쿄 메트로 9호선                 |
| --------------------------------- | ----------------- | --------------------------------- |
| C 05 노기자카 요요기우에하라 방면 | 지요다 선         | C 07 곳카이기지도마에 아야세 방면 |